# TRT Spor
TRT Spor est une chaîne de télévision sportive créée par Radio-télévision de Turquie (TRT).

## Histoire
TRT Spor fut lancée le 9 août 2010. La chaîne essayait de diffuser des informations et des matchs dans toutes les branches sportives. Cependant, lorsqu'un seul canal était insuffisant, le canal TRT Spor 2 a été fut lancée en 2019,. Plus tard, le nom de cette chaîne a été changé en TRT Spor Yıldız. 
Alors que TRT Spor diffuse principalement du football, la chaîne TRT Spor Yıldız diffuse d'autres branches sportives. De plus, tous les matchs de la TFF 1st League sont diffusés par TRT Spor.
Le 7 janvier 2022, la chaîne change de logo et d'habillage.

## Publié par des organisations
- TFF 1st League
- Coupe d'Italie
- Eurocoupe
- Ligue des Sultans
- Axa Assurance Efeler League
- Coupe du monde Fifa
- Championnat d'Europe de football
- Jeux olympiques d'été
- Tournoi de tennis de Wimbledon
- Jeux paralympiques
- Jeux olympiques d'hiver